# 三事忠告
《三事忠告》是元代張養浩所著，內容主要是在講述該如何當官之事。

## 內容
- 牧民忠告：主要是在講述如何當地方官之事。
  - 拜命：其下又細分為省己、克性之偏、戒貪、民職不宜泛授、心誠愛民無不及、法律為師六條，是在講述接到任命書時該做之準備。
  - 上任：其下又細分為事不預知難以卒應、受謁、治官如治家、瘴說、禁家人侵漁、告廟六條，是在講述抵達任所要上任時的注意事項。
  - 聽訟：其下又細分為察情、弭訟、勿聽讒、親族之訟宜緩、別強弱、待問者勿停留、會問、妖言、民病如己病、移聽十條，是在講述處理百姓訴訟的注意事項。
  - 御下：其下又細分御吏、約束、待徒隸、省事、威嚴五條，是在講述如何管理對待下屬之事。
  - 宣化：其下又細分為先勞、申舊制、明綱常、勉學、勸農、服遠、恤鰥寡、戢強、示勸、毀淫祠十條，是在講述如何教化百姓之事。
  - 慎獄：其下又細分為存恕、獄詰其初、詳讞、視屍、囚糧、巡警、按視、哀矜、非縱囚、自責十條，是在講述如何處理案件與對待犯人之事。
  - 救荒：其下又細分為捕蝗、多方救濟、預備、均賦、祈禱、不可奴妾流民、救焚、尚德、上災異九條，是在講述如何處理天災之事。
  - 事長：其下又細分為各守涯分、寧人負我、處患難、分謗、以禮下人、不可以律己之律律人六條，是在講述如何與其他官吏應對之事。
  - 受代：其下又細分為郊迎新代、克終、不競、不可自鬻、告以舊政、完歸六條，是在講述如何對待接任者之事。
  - 居閑：其下又細分為輕去就、致政、進退皆有為、以義處命、求進於己、風節六條，是在講述如何退休之事。
- 風憲忠告：主要是在講述如何當御史之事。
  - 自律：講述潔身自愛的重要。
  - 示教：講述以身作則的重要。
  - 詢訪：講述實地考察的重要。
  - 按行：講述清廉及得注意家屬僕役舉止之重要。
  - 審錄：講述用刑謹慎之重要，勿輕易動刑。
  - 薦舉：講述薦舉的注意之事，務必公正、明辨良莠。
  - 糾彈：講述糾彈貪官汙吏的注意事項。
  - 奏對：講述向上呈報的危險、困難及其重要性與該注意之處。
  - 臨難：講述遭到迫害時應有之氣節。
  - 全節：講述為風憲者所重之事應為糾彈惡吏，保全氣節。
- 廟堂忠告：主要是在講述如何做好宰相之事。
  - 修身：講述擔任宰相者，應當要好好修身養性。
  - 用賢：講述擔任宰相者，應當好好任用賢人。
  - 重民：講述擔任宰相者，應當以百姓疾苦為重。
  - 遠慮：講述擔任宰相者，應當要深謀遠慮才是。
  - 調燮：講述擔任宰相者，應當要調和朝廷百官，使其達到人和。
  - 任怨：講述擔任宰相者，應當為所應為，勿怕他人抱怨。
  - 分謗：講述擔任宰相者，只要部屬長官並非為了一己之私而犯法，則應當要與部屬長官共患難。
  - 應變：講述擔任宰相者，應當要能處變不驚，冷靜處理各種情況。
  - 獻納：講述擔任宰相者，應當要深明上諫之法，才能使皇帝真心聽從，上諫的目的與實效。
  - 退休：講述擔任宰相者，不該尸位素餐、留戀權位。而在與皇帝道不同時，應當早點主動求去，免得到時撕破臉，雙方都難看。